# Georg von Zürn

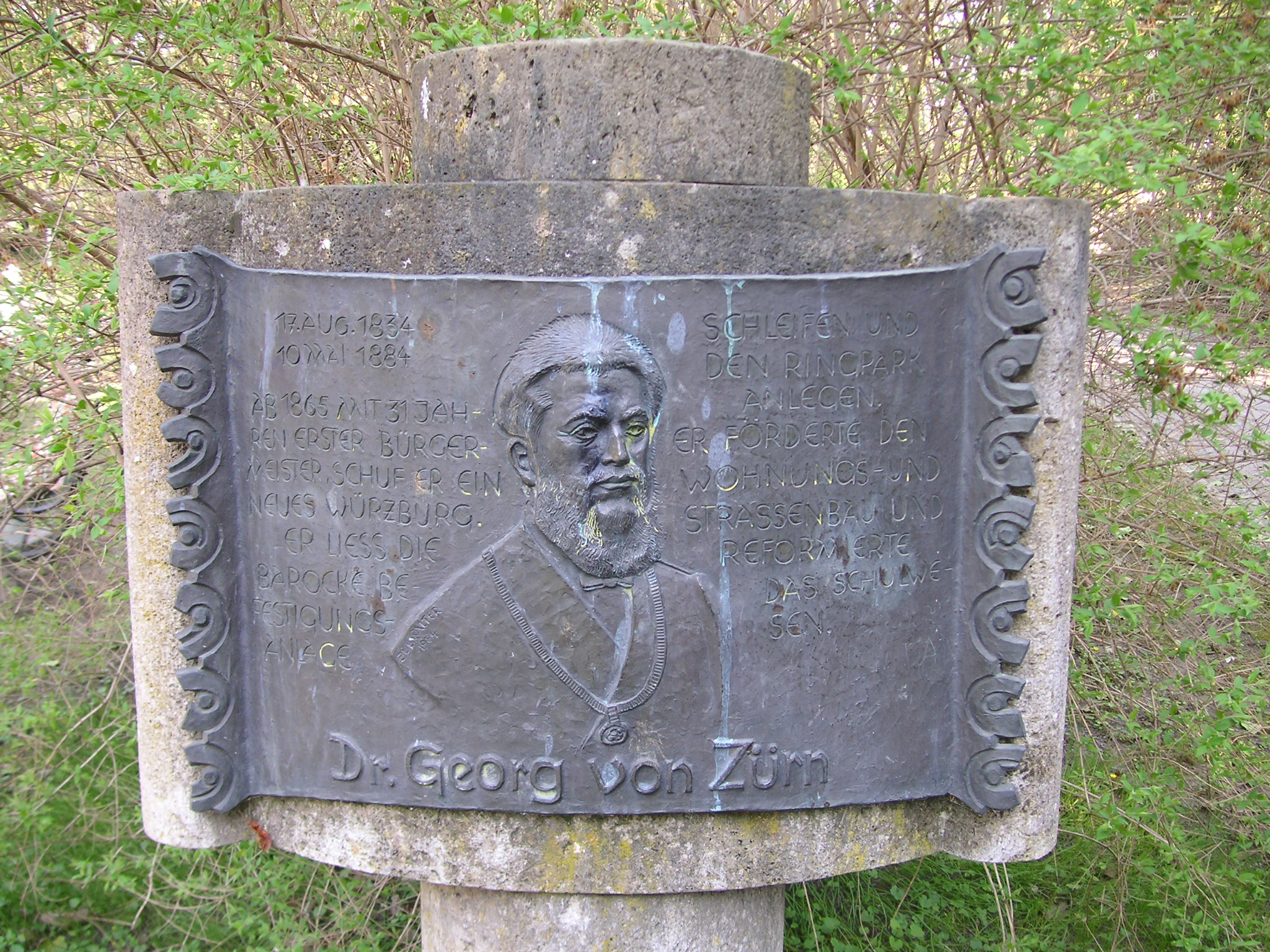
Gedenktafel für Georg von Zürn im Ringpark in Würzburg

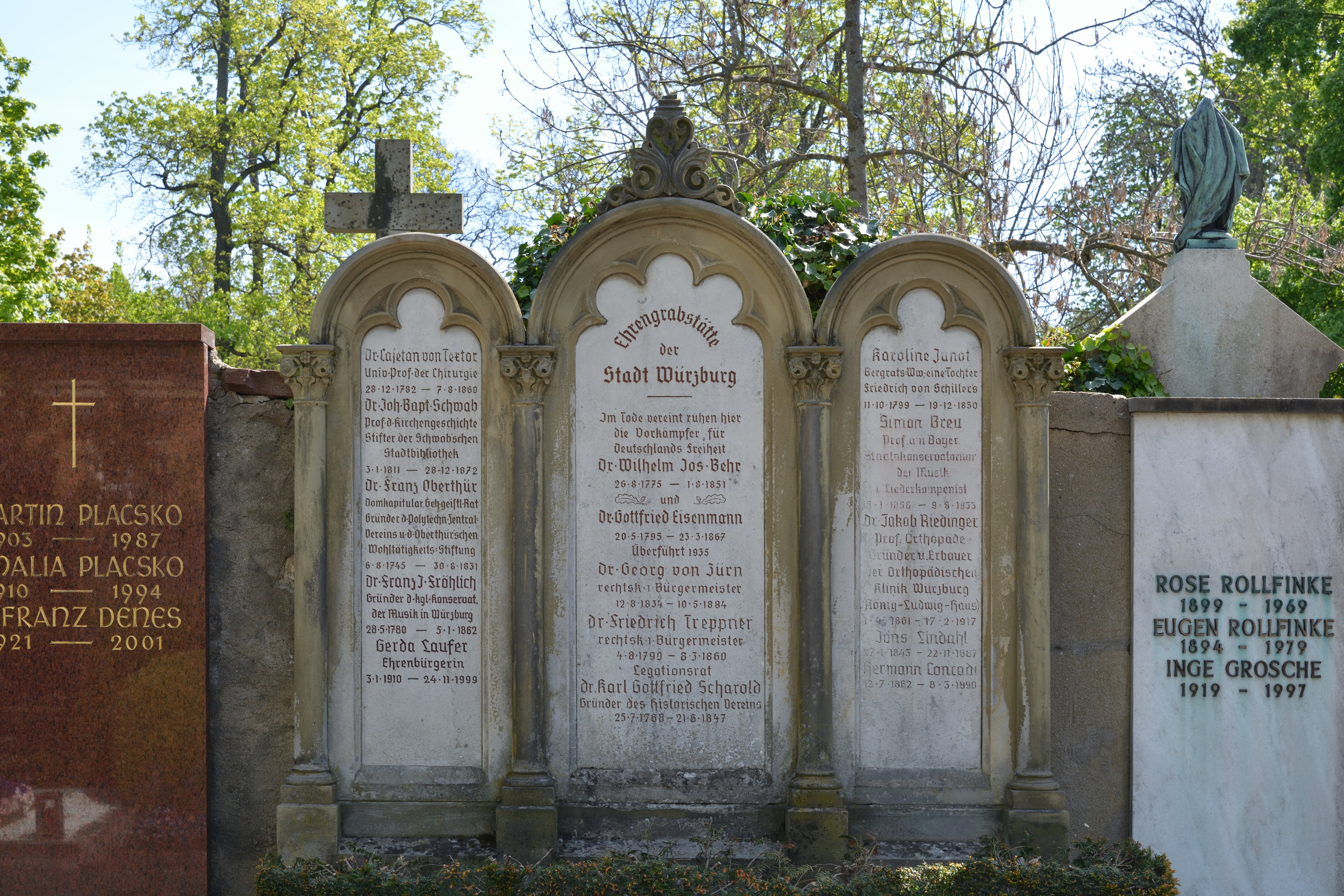
Ehrengrab auf dem Hauptfriedhof Würzburg

Georg von Zürn (* 17. August 1834 in Würzburg; † 10. Mai 1884 ebenda) war ein deutscher Jurist und Erster Bürgermeister von Würzburg (1865–1884) und Landtagspräsident.

## Leben und Wirken
Georg Zürn wurde als erster Sohn des begüterten Papierhändlers und Buchbinders Philipp Friedrich Zürn in der Domstraße von Würzburg geboren. Nach Besuch der deutschen und lateinischen Schule ging er auf das Würzburger Gymnasium. In seiner Heimatstadt studierte er ab 1852 Rechtswissenschaften und Staatsökonomie. Er schloss sein Studium 1856 ab und wurde in Erlangen zum Doktor der Rechte promoviert. Er begann seine berufliche Laufbahn 1856/57 im Staatsdienst an der Landgerichten von Würzburg und Pfarrkirchen. 1862 wurde er Assessor am Bezirksgericht Augsburg.
Im Dezember 1865 wurde Georg Zürn auf seine am 25. November erfolgte Bewerbung hin zunächst provisorisch am 7. Dezember gewählt und am 21. Februar 1866 eingewiesen als Erster rechtskundiger Bürgermeister von Würzburg. Er förderte in seiner Amtszeit (1865–1884) den Wohnungs- und Straßenbau, veranlasste die Entfestigung (Rückgängigmachung der seit dem Dreißigjährigen Krieg aufgebauten Festungswerke) Würzburgs, reformierte das Schulwesen und ließ ab 1873 den 31 Hektar großen Ringpark anlegen, wozu er 1880 den schwedischen Landschaftsarchitekten Lindahl als Stadtgärtner einstellte. 1866 hatte er den Verdienstorden I. Klasse vom heiligen Michael verliehen bekommen. Seine Bestätigung im Amt und Wiederwahl am 17. Dezember 1868 erfolgte wie zuvor einmütig. Nach dem Erlass der neuen Gemeindeordnung am 1. Juli 1869 wurden unter Zürn, der politisch dem liberalen Lager und der Fortschrittspartei nahestand, verschiedene Reformen und Investitionen initiiert.  Von 1875 bis zu seinem Tod war er Präsident des unterfränkischen Landtags, in dem er seit 1870 die Stadt Würzburg vertrat. 1876 heiratete er Euphemia, die Tochter des Würzburger Hofapothekers und Magistratsrates Alexander Sippel. 1880 erhielt er den Verdienstorden der Bayerischen Krone, welcher mit dem persönlichen Adel verbunden war, auf dessen Eintrag in die bayerische Adelsmatrikel Zürn jedoch verzichtete. Er starb am Morgen des 10. Mai 1884 unerwartet in seinem Haus an einem Herzinfarkt. Ein zu seinen Ehren von Michael Spieß (1838–1894) geschaffenes und am 12. Juni 1886 vor dem Alten Bahnhof enthülltes Denkmal wurde 1937 wieder entfernt.